# Ivica Dragutinović
Ivica Dragutinović (serbiska: Ивиџа Драгутиновић), född 13 november 1975 i Prijepolje, Jugoslavien, är en serbisk före detta fotbollsspelare. Dragutinović spelade bland annat i Gent, Standard Liège och Sevilla. Han debuterade i det serbiska fotbollslandslaget 2000.